# Kvinnlig Anhopning av Svenska Tonsättare
Kvinnlig Anhopning av Svenska Tonsättare (KVAST) är en svensk intresseorganisation för främjandet av kvinnliga tonsättare i Sverige och deras verk, bildad 2009.
KVAST bildades som ideell förening 2009 på initiativ av kompositören Karin Rehnqvist, även föreningens första ordförande, och med kvinnliga tonsättare samt intresserade stödjare som medlemmar. Bakgrunden till satsningen var det faktum att musik skriven av kvinnor traditionellt sett alltid varit grovt underrepresenterad i orkestrars, scenverksamheters, medias och musikensemblers repertoarutbud. Till exempel visade sig de svenska orkestrarnas repertoar ett exempel-spelår som säsongen 2008/09 bara innehålla 1,2 % verk komponerade av kvinnor (10 av 823 verk totalt) och av verk skrivna efter 1950 var 6 % komponerade av kvinnliga tonsättare. Andelen professionellt verksamma kvinnliga tonsättare har av olika anledningar traditionellt också varit liten i jämförelse med andelen manliga. Då andelen kvinnor som utbildar sig till och är verksamma som tonsättare inom olika genrer efterhand har ökat i vår tid är repertoarobalansen än påtagligare, särskilt som de flesta musikaliska ensembler, scenverksamheter, beställare etc är understödda med offentliga medel. 
KVAST bildades därför för att vara en samlande resurs, erbjuda en verkkatalog on-line, informera om både de nutida och de historiska kvinnliga tonsättarna, deras liv och arbeten och stödja orkestrar och övriga beställare/programsättare att bygga en vidgad repertoar av kvinnliga tonsättares musik, genom att inspirera dem att spela befintliga kompositioner och beställa ytterligare nya verk. Webbplatsen fungerar också som en plats för information och inspiration för den musikintresserade publiken. Verksamheten stöds bland annat av Kungliga Musikaliska Akademien. 
Mellan 2010 och 2020 delade man även ut utmärkelsen Guldkvasten till musikverksamheter, som ansträngt sig att verka mer för musik av kvinnliga upphovspersoner; denna innefattar även en ny specialskriven fanfar för året.

## Guldkvastens mottagare
- 2010 – Båstad kammarmusikfestival
- 2011 – Stockholms läns blåsarsymfoniker
- 2012 – Sound of Stockholm
- 2013 – Vadstena-Akademien
- 2014 – Ingen utdelning
- 2015 – Norbergfestival
- 2016 – Konserthuset Stockholm
- 2017 – Stockholms Saxofonkvartett
- 2018 – Operabyrån
- 2019 –
- 2020 – Sveriges Radio P2